# Radio Veronica Anders Maaseik
Radio Veronica Anders Maaseik (later onder de naam Lokale Radio Grafiek Maaseik) was een regionaal radiostation, dat van 1981 tot en met 1991 bekendheid genoot in de Nederlands-Belgische grensstreek, rond de stad Maaseik.

## Geschiedenis
De opkomst van Radio Veronica Anders Maaseik volgde die van het in Nederland nationaal bekende Radio Veronica, dat startte in de illegaliteit, met uitzendingen vanaf open zee, om daarmee de Nederlandse ether-wetgeving te omzeilen (welke slechts de publieke omroep toestond). Aangejaagd door het mythische succes van het Nederlandse Radio Veronica, en mogelijk gemaakt door de soepelere Belgische wetgeving die radiostations met lokaal bereik toestond, genoot Radio Veronica Anders Maaseik haar eigen succes (op lokale schaal).
Wanneer Belgische wetgeving aangaande lokale radio's voorschrijft dat er geen twee radiostations mogen bestaan met dezelfde (of een gelijkaardige naam). Dit viel uit in het voordeel van Radio Veronieka in Deinze, en Radio Veronica Anders Maaseik veranderde haar naam in Lokale Radio Grafiek Maaseik in 1991.
Dit is was tevens een keerpunt. Veel luisteraars verwarden verschillende radiostations die van naam veranderd waren met elkaar, en Veronica Anders heeft ook gewoon het juiste momentum niet langer aan haar zijde. Het gaat dan bergafwaarts met het radiostation.

## Uitzendingen
Het radiostation was 24 uur per dag te beluisteren. Een flink aantal uren per dag werden opgevuld door medewerkers, vooral in het weekeinde. De overige uren werden opgevuld met non-stop muziek, vaak zonder dat er een medewerker aan te pas kwam.
Muziek was het belangrijkste bestanddeel van de uitzendingen, verder was er veel sportnieuws, maar er werden ook veel doelgroepprogramma's uitgezonden, zoals: Gymnastiek voor Senioren, oproepen van luisteraars (advertenties), muziek en informatie gerelateerd aan carnaval (in Maaseik), etc.

## Studio's
De radio had een eigen pand (gehuurd) aan de Bleumerstraat in Maaseik. Een lang, smal gebouw met drie verdiepingen en een kelder, dat al lange tijd in bijzonder slechte staat verkeerde.

## Inkomsten
Inkomsten voor de eigen exploitatie kwamen uit verkoop van zendtijd voor reclames. Er werden typisch driemaal per uur reclamespots uitgezonden. De kosten voor het uitzenden van reclamespots liep van ca. 6 euro (lage frequentie) tot ca. 2,5 euro (jaarcontract). Uiteraard werd er in die tijd nog afgerekend in Belgische franken, Nederlandse guldens of Duitse marken.

## Luisteraars
De volgende luistercijfers lijken nu wat aan de hoge kant, maar werden door het radiostation als volgt gerapporteerd in de strijd om reclamezendtijd te verkopen:
- 90 000 luisteraars per dag in België: Maaseik, Neeroeteren, Opoeteren, Dorne, Elen, Rotem, Dilsen, Lanklaar, Stokkem, As, Leut, Maasmechelen, Vucht, Eisden, Boorsem, Ophoven, Geistingen, Kessenich, Kinrooi, Molenbeersel, Bree (stad), Opitter, Tongerlo, Meeuwen, Gruitrode, Bocholt
- 127 000 luisteraars per dag in Nederland: regio's Heerlen, Geleen, Sittard, Roermond, Echt, Weert
- 60 000 luisteraars per dag in Duitsland: regio's Havert, Selfkant, Heinsberg, Tüddern